# Corno naturale
Il corno naturale o corno a mano è lo strumento musicale antenato del moderno corno a macchina. La sostanziale differenza tra questi due strumenti è che il corno naturale non ha i cilindri, presenti invece in un numero variabile da 3 a 5 nel successore moderno. I suoni che vengono emessi, perciò, possono essere solo i suoni armonici, determinati dalla lunghezza del canneggio e dalla tensione del labbro sul bocchino.
Quindi per cambiare l'altezza dei suoni prodotti si potevano principalmente usare queste tecniche:
- Modificare la tensione del labbro sul bocchino;
- Cambiare la lunghezza del canneggio sostituendone alcune porzioni dette ritorte, intonate ciascuna in modo da produrre una serie completa di armonici;
- Cambiare la posizione della mano nella campana del corno, alterando la serie dei suoni armonici e ottenendo così i suoni mancanti. In questo modo era possibile eseguire tutta la scala cromatica. In seguito, con l'introduzione dei cilindri, l'uso della mano si è limitato all'aggiustamento dell'intonazione dei singoli suoni.

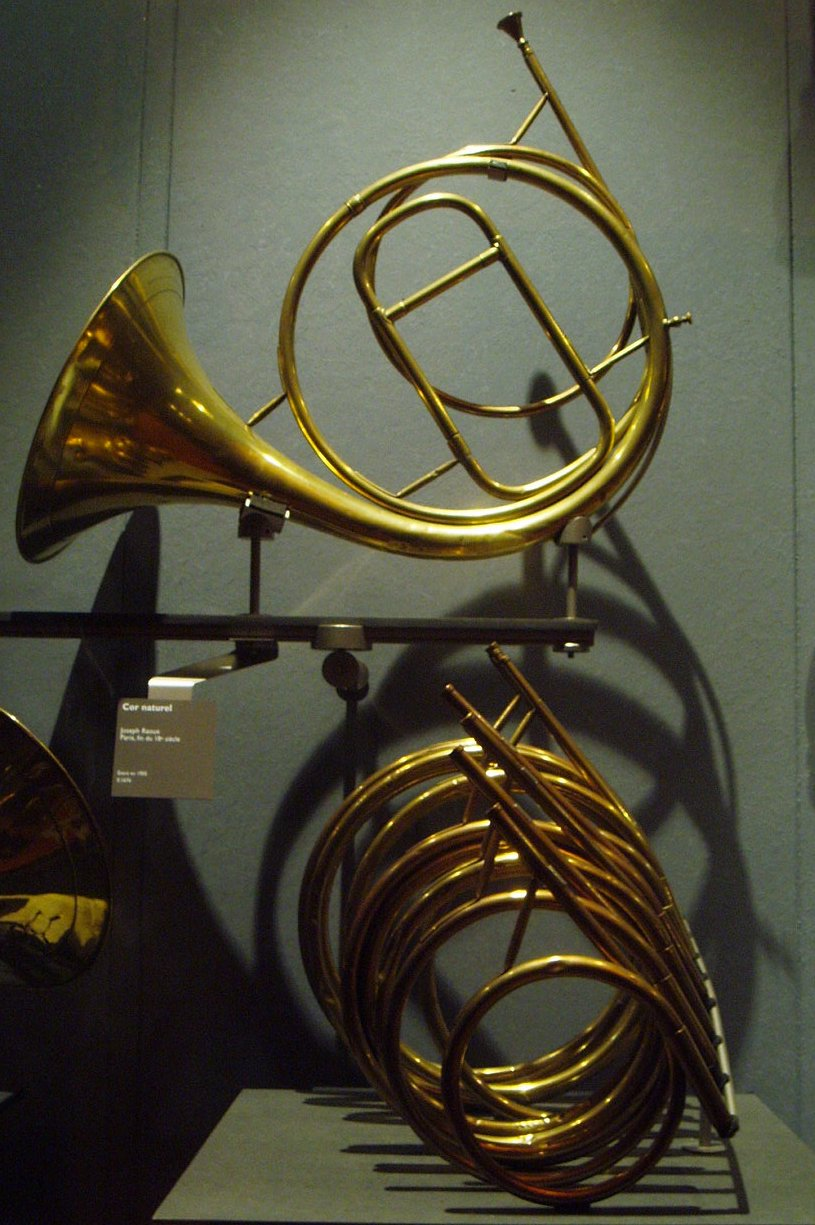
Corno naturale con una serie completa di ritorte intercambiabili

## Repertorio
Una parte del repertorio solistico del corno moderno fu originariamente concepita per corno naturale. Fra i compositori che scrissero per lo strumento bisogna ricordare Mozart, Beethoven, Telemann e Weber.
A partire dal 1820 circa, alcuni compositori iniziarono ad orientarsi verso l'impiego del neonato corno a cilindri. Ma l'era del corno naturale non era finita: a Ottocento inoltrato, compositori come Hector Berlioz e Johannes Brahms continuarono a nutrire una predilezione per il corno naturale. Il compositore novecentesco Benjamin Britten, nella sua Serenata per tenore, corno e archi, richiede l'occasionale impiego di un corno naturale.